# U-285
| U-285                      | U-285                                                          | U-285                                                          |
| -------------------------- | -------------------------------------------------------------- | -------------------------------------------------------------- |
|                            |                                                                |                                                                |
|                            |                                                                |                                                                |
|                            |                                                                |                                                                |
| Під прапором               | Третій рейх                                                    | Третій рейх                                                    |
| Спуск на воду              | 3 квітня 1943 року                                             | 3 квітня 1943 року                                             |
| Виведений зі складу флоту  | 15 травня 1945 року                                            | 15 травня 1945 року                                            |
| Сучасний статус            | затоплений                                                     | затоплений                                                     |
| Проєкт                     |                                                                |                                                                |
| Тип ПЧ                     | Торпедний ДПЧ                                                  | Торпедний ДПЧ                                                  |
| Основні характеристики     |                                                                |                                                                |
| Швидкість (надводна)       | 17,7 вузла                                                     | 17,7 вузла                                                     |
| Швидкість (підводна)       | 7,6 вузла                                                      | 7,6 вузла                                                      |
| Робоча глибина занурення   | 100 м                                                          | 100 м                                                          |
| Гранична глибина занурення | 220 м                                                          | 220 м                                                          |
| Екіпаж                     | 44 особи                                                       | 44 особи                                                       |
| Розміри                    |                                                                |                                                                |
| Довжина найбільша (по КВЛ) | 67,1 м                                                         | 67,1 м                                                         |
| Ширина корпусу найб.       | 6,2 м                                                          | 6,2 м                                                          |
| Висота                     | 9,6 м                                                          | 9,6 м                                                          |
| Середня осадка (по КВЛ)    | 4,70 м                                                         | 4,70 м                                                         |
| Водотоннажність надводна   | 769 т                                                          | 769 т                                                          |
| Озброєння                  |                                                                |                                                                |
| Артилерія                  | одна палубна гармата калібру 88-мм, одна 20-мм зенітна гармата | одна палубна гармата калібру 88-мм, одна 20-мм зенітна гармата |
| Торпедно- мінне озброєння  | 4 носових і один кормовий ТА. 14 торпед або 26 мін             | 4 носових і один кормовий ТА. 14 торпед або 26 мін             |

U-285 — німецький підводний човен типу VIIC, часів Другої світової війни.
Замовлення на будівництво човна віддане 5 червня 1941 року. Човен заклали на верфі суднобудівної компанії «Bremer Vulkan-Vegesacker Werft» у місті Бремен-Вегесак 7 липня 1942 року під заводським номером 50, спущений на воду 3 квітня 1943 року. 15 травня 1943 рокуувійшов до складу 8-ї флотилії. Також за час служби перебував у складі 7-ї та 11-ї флотилій.
Човен зробив 3 бойових походи, в яких не потопив та не пошкодив жодного судна.
15 квітня 1945 року потоплений в Північній Атлантиці південно-західніше Ірландії (50°13′ пн. ш. 12°48′ зх. д. / 50.217° пн. ш. 12.800° зх. д.) глибинними бомбами британських фрегатів «Гріндаль» і «Кітс». Всі 44 члени екіпажу загинули.

## Командири
- Оберлейтенант-цур-зее Вальтер Отто (15 травня 1943 — 16 квітня 1944)
- Капітан-лейтенант Конрад Борнгаупт (17 квітня 1944 — 15 квітня 1945)